# Hovgaard Island (Antarktyka)
Hovgaard Island  – wyspa w północno-wschodniej części Wilhelm Archipelago u zachodnich wybrzeży Półwyspu Antarktycznego.

## Nazwa
Wyspa nazwana początkowo Krogmann-Insel przez niemiecką ekspedycję antarktyczną (1873–1874) pod dowództwem Eduarda Dallmanna (1830–1896) na cześć Hermanna Augusta Krogmanna (1826–1894), członka Hamburskiego Towarzystwa Geograficznego . 
Nazwana przez Belgijską Wyprawę Antarktyczną w 1898 roku Île Hovgaard na cześć Andreasa Petera Hovgaarda (1853–1910), duńskiego polarnika, który wspierał wyprawę . 

## Geografia
Wyspa w Wilhelm Archipelago u zachodnich wybrzeży Półwyspu Antarktycznego, ok. 4 km na południowy zachód od Booth Island .

## Historia
Hovgaard Island została odkryta przez niemiecką ekspedycję antarktyczną (1873–1874) pod dowództwem Eduarda Dallmanna (1830–1896) . W lutym 1904 roku zmapowana przez francuską ekspedycję pod dowództwem Jeana-Baptiste Charcota (1867–1936) .
W latach 1956–1957 wyspa została sfotografowana z powietrza przez Falkland Islands and Dependencies Aerial Survey Expedition (FIDASE) . 